# Rector illustris
Rector illustris (plural: rectores illustres) var ett hedersämbete förbehållet adliga studenter vid de svenska universiteten under främst 1600- och 1700-talen.
Rektorsvärdigheten (rector magnificus) vid de svenska universiteten var i äldre tid "ambulerande" bland respektive lärosätes samtliga ordinarie professorer; detta utifrån över tid varierande kriterier såsom fakultetstillhörighet, antal tjänsteår med mera. Dock tillät universitetens konstitutioner (stadgar) även deras konsistorier att i stället för den professorer som stod i tur välja "en förnäm person [...] af en lysande Familj [...] som både i anseende till ålder, lärdom och kärlek till Akademien och stadga i sitt uppförande kan anses tjenlig till ett sådant Ämbete" (formuleringen ur den svenska översättningen av Lunds universitets konstitutioner av 1666, kapitel V, stycke 1; motsvarande formulering finns i samma kapitel i Uppsala universitets konstitutioner från 1655). När en rector illustris utnämndes inträdde den professor som i vanliga fall skulle ha innehaft rektoratet i stället som prorektor.
Bruket att utse rectores illustres var flitigast vid Uppsala universitet där totalt 10 studenter innehade denna post mellan 1626 och 1731. Lunds universitet hade sex stycken mellan 1670 och 1750, medan akademierna i Åbo och Dorpat endast hade en rector illustris vardera: Claes Ekeblad den yngre 1725–1726 i Åbo och Jakob Skytte 1632–1633 i Dorpat.
De studenter som utkorades till rectores illustres tillhörde genomgående högadeln och hade ofta mäktiga fäder eller andra släktingar som universiteten hade intresse av att hålla sig väl med. Härutöver kunde väljandet av en utifrån kommande student som konsistoriets ordförande, enligt Martin Weibull,  ibland även fungera som ett sätt att förebygga inbördes stridigheter mellan professorerna.
Efter 1750 utsågs inga ytterligare rectores illustres vid svenska universitet. En förfrågan gjordes dock år 1764 från Lunds universitet till dåvarande universitetskanslern Carl Gustaf Löwenhielm om att få göra dennes son till rector illustris, men fadern avböjde. Den siste innehavaren av posten i Lund (och Sverige), den blivande skalden Gustaf Fredrik Gyllenborg, skrev senare i sina memoarer Mitt lefverne att:
Bruket att utvälja rectores illustres har upphört, sedan sällan eller aldrig någon adelsman, hälst af högre klasserna, ger sig tid att nog länge vistas vid akademien, till dess han kunnat erhålla mogna kunskaper och genom rykte af lärdom göra sig förtjänt af den högsta akademiska äran.
Även tilltagande ståndsutjämning bör ha bidragit till att bruket med rectores illustres föll ur bruk. Formellt sett kvarstod dock möjligheten att utse sådana fram till 1829.

## Rectores illustres vid svenska universitet
| Lärosäte                     | Namn                            | Bild                                                   | Född                              | Mandatperiod      | Död                                  |
| ---------------------------- | ------------------------------- | ------------------------------------------------------ | --------------------------------- | ----------------- | ------------------------------------ |
| Uppsala universitet          | Gustaf Axelsson Oxenstierna     |                                                        | 29 mars 1609                      | 1626              | 1629 i Preussen                      |
| Uppsala universitet          | Gabriel Gabrielsson Oxenstierna | Gabriel Gabrielsson Oxenstierna af Croneborg           | 7 juni 1618 på Sturefors slott    | 1634              | 25 februari 1647                     |
| Uppsala universitet          | Magnus Gabriel De la Gardie     | Magnus Gabriel De la Gardie                            | 15 oktober 1622 i Reval           | 1639              | 26 april 1686 på Venngarns slott     |
| Uppsala universitet          | Bengt Gabrielsson Oxenstierna   | Bengt Gabrielsson Oxenstierna                          | 16 juli 1623                      | 1643-1644         | 12 juli 1702                         |
| Uppsala universitet          | Gustaf Adolf De la Gardie       | Gustaf Adolf De la Gardie                              | 10 december 1647 i Stockholm      | VT 1666           | 5 mars 1695 på Värnanäs              |
| Uppsala universitet          | Axel Eriksson Oxenstierna       |                                                        | 12 augusti 1652                   | HT 1670 - VT 1671 | 6 december 1676                      |
| Uppsala universitet          | Carl Casper Wrede               |                                                        | 21 juli 1673 i Stockholm          | 1690              | 11 januari 1701 i Lais               |
| Uppsala universitet          | Olof Gyllenborg                 |                                                        | 1673                              | VT 1696           | 1737                                 |
| Uppsala universitet          | Carl Gyllenborg                 | Carl Gyllenborg                                        | 7 mars 1679                       | HT 1698-VT 1699   | 9 december 1746                      |
| Uppsala universitet          | Henning Adolf Gyllenborg        | Henning Adolf Gyllenborg                               | 12 juni 1713                      | HT 1731           | 26 november 1775                     |
| Academia Gustaviana i Dorpat | Jakob Skytte                    |                                                        | 29 juni 1616 i Stockholm          | 1632-1633         | 1 mars 1654 på Strömsrum             |
| Kungliga akademien i Åbo     | Claes Ekeblad d.y.              | Claes Ekeblad d.y.                                     | 30 mars 1708 i Elbing             | 1725-1726         | 9 oktober 1771                       |
| Lunds universitet            | Nils Banér                      | Nils Banérs namnteckning i Lunds universitets matrikel | 1654                              | HT 1670-VT 1671   | 29 oktober 1684 i London             |
| Lunds universitet            | Sven Ribbing                    |                                                        | 1 januari 1652 i Korsholms socken | VT 1675           | 20 mars 1711                         |
| Lunds universitet            | Carl Adolf Gyllenstierna        |                                                        | 19 januari 1699                   | 1716              | 16 februari 1733                     |
| Lunds universitet            | Edmund Gripenhielm              |                                                        |                                   | 1726              | 2 september 1731 i Halle             |
| Lunds universitet            | Gabriel Falkenberg              | Gabriel Falkenberg                                     | 13 februari 1716 i Stockholm      | 1736              | 24 februari 1782 i Årdala församling |
| Lunds universitet            | Gustaf Fredrik Gyllenborg       | Gustaf Fredrik Gyllenborg                              | 24 december 1731 i Strömsbo       | 1750              | 30 mars 1808 i Stockholm             |